# Муніципальний соціалізм
Муніципальний соціалізм — це тип соціалізму, який використовує місцеве самоврядування для досягнення соціалістичних цілей. Це форма муніципалізму, в якій чітко сформульовані його соціалістичні цілі. У деяких контекстах слово «муніципалізм» було заплямовано поняттям провінціалізму . Однак, коли його прийняли різні соціалістичні мережі наприкінці дев'ятнадцятого століття, цей підхід до соціалістичної трансформації поширився в Європі та Північній Америці. Після успіху на виборах у ряді місцевостей на початку двадцятого століття обговорення муніципального соціалізму набуло більш практичного характеру, як зазначив Едгард Мійо, професор політичної економії в Женевському університеті . заснував Annales de la Régie Directe, академічний журнал, який мав на меті науково дослідити початкові кроки до перетворення сфер, де раніше домінувало приватне підприємництво, на нові форми державної служби . Цей журнал сприяв зростанню мережі муніципальних соціалістів у Європі та Північній Америці, в якій три типи рухів були об'єднані на місцевому рівні: профспілки, зокрема муніципальних громадських служб, таких як газ, транспорт, каналізація тощо, споживчі та промислові. кооперативи та інші об'єднання споживачів, включаючи групи орендарів, які виступають проти підвищення цін та орендної плати.

## Історія
Існувало кілька історичних і сучасних рухів, які мали на меті використовувати місцеве самоврядування для розбудови соціалізму.

### У Сполучених штатах
Муніципальний соціалізм використовувався для опису суспільної власності на трамвайні лінії, водопровідні станції та інші місцеві комунальні послуги, як це було віддано «прогресистам» у Сполучених Штатах наприкінці 1890-х — на початку 1900-х років. Термін каналізаційний соціалізм також використовувався для опису прагматичної реформаторської політики Еміля Зайделя, Даніеля Хоана та Френка Зейдлера, трьох мерів-соціалістів Мілуокі у 20 столітті.

Розділ про муніципальний соціалізм з'являється в енциклопедії «Клас в Америці: енциклопедія» (англ. Class in America: an Encyclopedia):
Розквіт муніципального соціалізму прийнято вважати періодом з 1901 по 1917 рік. […] У 1911 році було сімдесят три міста з мерами-соціалістами та понад 1200 інших виборних посадових осіб-соціалістів по всій країні.

### У Сполученому Королівстві
Термін муніципальний соціалізм використовувався для опису соціальної реформи під керівництвом місцевого самоврядування, розробленої у Сполученому Королівстві. Це включає реформи, започатковані Джозефом Чемберленом на посаді мера Бірмінгема між 1873 і 1875 роками. Ці реформи включали надання державних послуг з газо- та водопостачання, що контролюються урядом, розчищення нетрів та запровадження системи міських парків. Підхід Чемберлена також описували як «соціалізм газу та води». Реформи Чемберлена вплинули на Беатріс Вебб, одного з лідерів фабіанського руху.

Чоловік Беатріс Вебб, Сідні Вебб, писав у книзі «Соціалізм в Англії» (англ. Socialism in England), опублікованій у 1890-х роках:
Цей «муніципальний соціалізм» прогресує не лише в питаннях санітарії. Майже половина споживачів Королівства вже споживає газ, вироблений ними самими як громадянами колективно, у 168 різних населених пунктах, аж 14 місцевих органів влади отримали право позичати гроші для участі в газовій промисловості за один рік. Водопостачання швидко стає загальнодоступним: лише у 1885-86 роках не менше 71 окремого органу управління отримали позики на ці цілі. Переважає тенденція до поглинання муніципалітетами і трамвайного господарства: 31 населений пункт вже мав власні лінії, що складали чверть кілометражу в Королівстві.
Фабіанці мали вплив у Лондонській раді графства та Лондонській шкільній раді, а також у деяких інших місцевих органах влади через новостворену Лейбористську партію. Більш радикальним вираженням муніципального соціалістичного руху був Попларизм у Попларі, східний Лондон, на чолі з Джорджем Ленсбері (англ. George Lansbury).
Зовсім недавно цей термін стосувався спроб у 1980-х роках у британських містах лівих діячів Британської лейбористської партії протистояти обмеженню повноважень місцевих органів влади правим консервативним центральним урядом Маргарет Тетчер під час повстання проти обмеження тарифів на електроенергію. Цей рух також був відомий як «місцевий соціалізм» або «нові міські ліві». Прикладами таких місцевих органів влади були Рада Великого Лондона під керівництвом «червоного» Кена Лівінгстона, Рада Ламбета під керівництвом «червоних» Теда Найта і Лінди Беллос, Рада Ліверпуля під керівництвом Дерека Хаттона і Рада Шеффілда (яку іноді називають «Народною республікою Південного Йоркширу») під керівництвом Девіда Бланкета. Ці органи влади часто висміювали як «божевільних лівих» таблоїдні газети, що підтримують консерваторів.
Нещодавно деякі ЗМІ відзначили відродження муніципального соціалізму в таких місцях, як Престон. The New Statesman також назвав політику міста «новим муніципалізмом» і «побудовою добробуту громади» поряд з муніципальним соціалізмом. І The Economist, і New Statesman пов'язують ці проекти з лідерством Джеремі Корбіна в Лейбористській партії.

### В Австралії
В австралійській історії є кілька прикладів муніципального соціалізму, який був найбільш популярним у штаті Квінсленд. У місті Таунсвілл олдермен-лібертаріанський соціаліст Нед Лоурі очолив муніципальний соціалістичний рух у 1890-х роках, який виступав за «муніципальну власність на газ, трамвай та інші галузі».. Хоча Лоурі помер у 1897 році, рух був підхоплений таунсвілльською газетою «Демократ». У сусідньому місті Меріборо муніципальний соціалістичний рух виступав за муніципалізацію «води, освітлення, транспорту, абатств, ринків, умивальників та перевезення трун на кладовища».
Комуністична партія Австралії мала більшість місць у графстві Керслі в Новому Південному Уельсі з 1944 по 1947 рр. Графство було прихильним до муніципального соціалізму, виступало за націоналізацію електроенергії та збільшення соціальної заробітної плати, а також було унікальним своєю прихильністю до активної участі у федеральних та міжнародних справах. Рада, зокрема, відхиляла візити губернатора Нового Південного Уельсу та критикувала Британію за те, що вона не підтримала Народно-визвольну армію Греції.

### В Австрії
Між 1918 і 1934 роками Соціал-демократична партія Австрії мала майже повний контроль над місцевим самоврядуванням Відня в період, відомий як «Червоний Відень». Під час свого правління СДПА ухвалила нове трудове законодавство та розширила доступ до громадського житла, санітарії та послуг з догляду за дітьми в місті.

## Критичне сприйняття комуністами
Володимир Ленін різко критикував муніципальний соціалізм, коли ця ідея була підхоплена російськими меншовиками на початку ХХ століття:
Буржуазна інтелігенція Заходу, подібно до англійських фабіанців, зводить муніципальний соціалізм в особливу «течію» саме тому, що вона мріє про соціальний мир, про класове примирення і прагне відвернути увагу громадськості від корінних питань економічного ладу в цілому і державного устрою в цілому до другорядних питань місцевого самоврядування. У сфері питань першої категорії найбільш гостро проявляються класові антагонізми, тобто в тій сфері, яка, як ми показали, зачіпає самі основи класового панування буржуазії. Тому саме в цій сфері міщанська, реакційна утопія побудови соціалізму по частинах є особливо безнадійною.
Наступні ленінські групи продовжували цю критику муніципального соціалізму в його втіленні 1980-х років. Революційна комуністична група (англ. Revolutionary Communist Group (RCG)) писала:
«Муніципальний соціалізм» став засобом, який лейбористи використовували для збереження лояльності нової трудової аристократії з державного сектору. Багато робочих місць і «неробочих місць» було надано цьому вже привілейованому прошарку, поки ліві облаштовували власне гніздо. Були створені і оплачувалися фальшиві громадські групи, житлові схеми, расові відносини і підрозділи етнічних меншин для крихітних привілейованих прошарків чорношкірих та ірландців. Всі вони були покликані сприяти інтересам тих, хто знаходив через них роботу і фінансування, з невеликою користю для тих, хто дійсно страждав від натиску тетчеризму. Навіть коли «муніципальний соціалізм» став популярним і широко підтримуваним, його недоліки швидко виявилися. Суперечка про справедливість тарифів 1982 року показала це на ранній стадії, коли лорди-юристи відхилили спробу запровадити дешеві тарифи на проїзд у лондонському транспорті, а Рада Великого Лондона Кена Лівінгстона не зробила серйозної спроби боротися з цим. Насправді Тетчер зруйнувала «муніципальний соціалізм», постійно обмежуючи місцеву демократію і права місцевої влади збирати і витрачати грошіy.

## Подальше читання
- Fiamingo, G. (1898). Municipal Socialism in Europe. The Journal of Political Economy. 6 (3): 396—401. JSTOR 1819048.
- Cohn, Gutav (1910). Municipal Socialism. The Economic Journal. 20 (80): 561—568. doi:10.2307/2221702. JSTOR 2221702.
- Sheldrake, John (1989). Municipal Socialism. Aldershot: Avebury. ISBN 9780566057298.